# 莱昂·科索夫
莱昂·科索夫（英語：Leon Kossoff，1926年12月7日—2019年7月4日），英国表现主义画家，以肖像画，人体素描和英国伦敦的都市风景而出名。

## 生平
莱昂·科索夫在1926年出生于伦敦的伊斯兰顿，他花了大部分他的早年生活和他的俄国犹太父母生活在一起。1938年，他加入了伦敦的哈克尼·唐斯学校。1939年，他和学校一起被疏散到诺福克的金斯林恩，在那里他和鼓舞他对艺术产生兴趣的天主教夫妇居住在一起。在这段时间里，科索夫画了他的第一张画。1943年，科索夫回到了伦敦，并去了圣马丁艺术学院学习商业美术。他晚上也在汤恩比馆上人体素描课。
他在毕业之后，在皇家火枪手团服了三年兵役，附属于犹太人编成的第二营，服务于意大利、荷兰、比利时和德国。1949年，他服完兵役后回到了圣马丁艺术学院，并从1950年到1952年在大卫·邦勃格下面的理工学院上特殊的课程。他也被他老师的其中一个学生弗兰克·奥尔巴赫所影响。这两个年轻的艺术家用相似的情感与主题来处理他们的作品，在他们的画上用了沉重的厚涂颜料的绘画法。从1950年到1953年，科索夫的工作室位于莫宁新月，之后他搬到了贝斯纳尔格林，他一直在那住到了1961年。1953年到1956年，科索夫就学于皇家艺术学院。
1956年，科索夫加入了坐落在伦敦布鲁顿地方的海伦勒索尔的情人艺术画廊。
1959年，科索夫开始在的攝政街理工學院、切尔西艺术学院和圣马丁艺术学院教学，这些学校都在伦敦。在教学期间，他继续他的艺术生涯，并很快和他的朋友弗兰克·奥尔巴赫还有其他艺术家，比如：弗朗西斯·培根、卢西恩·弗洛伊德和一个圣马丁的校友基恩·克里奇劳在很多美术馆和展览中占有重要地位。
20世纪60年代初，他和一些艺术家比如：奥尔巴赫、克雷吉·艾奇逊、培根还有弗洛伊德，对“X”杂志（由画家帕德里克创建的）有很大的影响。在这期间，科索夫把他的工作室搬到了威尔斯登交汇站，并在1966年搬到了他现在居住与工作的威尔斯登格林。
2007年，伦敦的国家美术馆举办了科索夫的作品授予荣誉展“莱昂·科索夫：来自绘画的素描”.
英國政府曾有意授予科索夫大英帝国勳章，但他拒绝了。
2010年，科索夫展出了新的绘画和图纸的旅行表演，从伦敦的安莉犹大艺术开始，然后旅行到纽约的米切尔-英尼斯和纳什，最后在洛杉矶结束。